# 數線
数学上，数線（英語：number line）或数轴（number axis）是一个一维的图，把整数標示為点而且均匀地分布在一条线上。数線是一条规定了原点、方向和单位长度的直线。其中，原点、方向和单位度称为数線的三要素。它通常被用来帮助教授简单的加法或减法（特别是运算中有负数的时候）。
大多数情况下，数線被表示为水平的（当然这不是必须的）。它被原点分为对称的两个部分。通常正数在原点的右边，负数在原点的左边。实数和数线上的点均全部对应。
一般來說，原點的右邊通常是正數，而且離原點的距離越遠，數值越大；相反，原點的左邊是負數，離原點的距離越遠數值就越小。
通常，數線會與正負數一起教學。